# Tupera tupera
tupera tupera（ツペラ ツペラ）は、亀山達矢と中川敦子によるユニット。絵本やイラストレーションをはじめ、工作、ワークショップ、舞台美術、立体作品、アニメーション、雑貨制作など、様々な分野で幅広く活躍している。絵本に『かおノート』（コクヨ）『やさいさん』（学研）『うんこしりとり』（白泉社）『いろいろバス』（大日本図書）など著書多数。海外でも様々な国で翻訳出版されている。NHK Eテレの工作番組「ノージーのひらめき工房」のアートディレクションも担当。

## メンバー
- 亀山達矢（かめやま たつや、1976年10月17日 - ）
三重県出身。武蔵野美術大学油絵学科版画専攻卒業。
- 中川敦子（なかがわ あつこ、1978年3月6日 - ）
京都府出身。多摩美術大学染織デザイン学科卒業。

両者は夫婦であり、東京の美大予備校で知り合った。2002年よりユニットで活動を開始。長年東京を拠点に活動していたが、2016年より京都市に拠点を置いている。京都造形芸術大学 こども芸術学科 客員教授。

## 賞歴
- わくせいキャベジ動物図鑑（アリス館）
第23回日本絵本賞大賞
- しろくまのパンツ（ブロンズ新社）
第18回日本絵本賞読者賞
第2回街の本屋が選んだ絵本大賞グランプリ
第2回静岡書店大賞2位
第4回ようちえん絵本大賞
Prix Du Livre Jeunesse Marseille 2014 （マルセイユ 子どもの本大賞 2014 ）グランプリ
第6回MOE絵本屋さん大賞3位
- パンダ銭湯（絵本館）
第2回静岡書店大賞 大賞
第7回この本よかった子ども絵本大賞in九州 1位
第3回街の本屋が選んだ絵本大賞グランプリ
第5回ようちえん絵本大賞
第6回MOE絵本屋さん大賞6位
第2回わかやま絵本大賞 １位
リブロ絵本大賞 大賞
第24回けんぶち絵本の里大賞 大賞
2013年度 オリオン絵本大賞　年間準グランプリ
第5回ようちえん絵本大賞 特別賞"こどもがまんなかPROJECT賞"
第7回 週刊文春 "R-40本屋さん大賞" 絵本・児童文学部門　第1位
日本おふろ大賞
- ぼうしとったら（学研）
第5回MOE絵本屋さん大賞5位
- うんこしりとり（白泉社）
第7回MOE絵本屋さん大賞3位
- ノージーのひらめき工房（Eテレ）
アメリカ国際フィルム・ビデオ祭　教育番組　幼児向け部門　クリエイティブ・エクセレンス賞
- へんしんカレンダー（絵本館）
第66回全国カレンダー展　文部科学大臣賞 金賞
- 第1回やなせたかし文化賞（2019年）

## 主な作品

### 絵本
- 『木がずらり』（2005年、ピエ・ブックス、ISBN 978-4894443389）
- 『しましまじま』（2006年4月、ブロンズ新社、ISBN 978-4893093806）
- 『12の星のものがたり』（2007年6月、ヴィレッジブックス、ISBN 978-4863325517）
- 『tupera tupera の工作BOOK つくってみよう！へんてこピープル』（2007年7月、理論社、ISBN 978-4652040584）
- 『ジャバラワークブック』（2007年10月、コクヨ、ISBN 978-4903584324）
- 『かおノート』（2008年7月、コクヨ、ISBN 978-4903584553）
- 『ワニーニのぼうけん』（2008年10月、婦人之友社、ISBN 978-4829205594）
- 『どんなおと？』（2009年4月、教育画劇、ISBN 978-4774611068）
- 『アニマルアルファベットサーカス』（2009年5月、フレーベル館、ISBN 978-4577037157）
- 『くだものさん』（2010年7月、学研、ISBN 978-4052032974）
- 『やさいさん』（2010年7月、学研、ISBN 978-4052032981）
- 『タコさんトコトコどこいくの？』（2010年9月、絵本館、ISBN 978-4871101844）
- 『かおノート2』（2010年10月、コクヨ、ISBN 978-4903584720）
- 『かおノートBOX』（2010年10月、コクヨ、ISBN 978-4903584737）
- 『へび のみこんだ なに のみこんだ？』（2011年、えほんの杜、ISBN 978-4904188132）
- 『木がずらり』（2011年2月、ブロンズ新社、ISBN 978-4893095060）
- 『魚がすいすい』（2011年2月、ブロンズ新社、ISBN 978-4893095077）
- 『さんかくサンタ』（2011年10月、絵本館、ISBN 978-4871100724）
- 『ぼうし とったら』（2012年7月、学研、ISBN 978-4052036019）
- 『Pooka＋ How to play？ tupera tuperaのあそびかた』（2012年9月、学研、ISBN 978-4054053946）
- 『しろくまのパンツ』（2012年9月、ブロンズ新社、ISBN 978-4893095473）
- 『おやおやおやつ なにしてる？』（2012年10月、鈴木出版、ISBN 978-4790252511）
- 『いろいろバス』（2013年5月、大日本図書、ISBN 978-4477026596）
- 『パンダ銭湯』（2013年8月、絵本館、ISBN 978-4871100861）
- 『うんこしりとり』（2013年10月、白泉社、ISBN 978-4592761662）
- 『どこどこハート』（2014年1月、ブロンズ新社、ISBN 978-4893095794）
- 『みんなそれぞれ』（2014年1月、PHP研究所、ISBN 978-4569783727）
- 『ルイスがたべられちゃったひ』 作／ジョン・ファーデル （2014年3月、ブロンズ新社、ISBN 978-4893095824）
- 『おめんワークボックス』（2014年4月、コクヨ、ISBN 978-4905122180）
- 『これは まる』（2015年5月、ポプラ社、ISBN 978-4591144978）
- 『おばけだじょ』（2015年7月、学研、ISBN 978-4052042607）
- 『かおノート モンスター』（2015年12月、コクヨ、ISBN 978-4905122371）
- 『あかちゃん』（2016年3月、ブロンズ新社、ISBN 978-4893096166）
- 『おならしりとり』（2016年4月、絵本館、ISBN 978-4592761952）
- 『これはすいへいせん』 文／谷川俊太郎  （2016年9月、金の星社、ISBN 978-4323073668）
- 『わくせいキャベジ動物図鑑』（2016年11月、アリス館、ISBN 978-4752007692）